# Hiroaki Hidaka
Hiroaki Hidaka (日高 広明?, Hiroaki Hidaka; Miyazaki, aprile 1962 – Hiroshima, 25 dicembre 2006) è stato un assassino seriale giapponese.

## Antefatti
Hiroaki Hidaka nacque nella prefettura di Miyazaki. Hidaka era uno studente modello, ma non riuscì ad entrare nella scuola dei suoi sogni, l'Università di Tsukuba. Invece, studiò all'Università di Fukuoka, ma la abbandonò in seguito. Iniziò ad indebitarsi, bere ed andare a prostitute. Nell'aprile del 1989 si trasferì a Hiroshima, dove iniziò a lavorare come tassista.
Hidaka si sposò nel 1991, ed ebbe una figlia nel 1993, ma sua moglie finì in un ospedale psichiatrico.

## Omicidi
Hidaka derubò ed uccise quattro donne tra l'aprile ed il settembre del 1996. Tutti gli omicidi avvennero di notte. Inizialmente Hidaka iniziò ad uccidere per derubare le vittime, in modo da estinguere i propri debiti. Tuttavia, durante il suo processo, spiegò che togliere la vita di altre persone era un forte stimolo che lo compiaceva.
La sua prima vittima fu una ragazza di 16 anni, Rie Miyagi, con cui praticava l'enjo kōsai. La sera del 18 aprile 1996 l'uomo fece salire la ragazza sul suo taxi, la portò in un posto appartato, e, fingendo che il motore del taxi stesse avendo qualche problema, la strangolò con la sua cravatta. Dopodiché rubò i 50 000 yen che la ragazza portava con sé. Hidaka denudò il cadavere per evitare che venisse identificato, e lo abbandonò nei pressi di un canale di irrigazione. Due giorni dopo, il 20 aprile, l'uomo tornò nel luogo dell'abbandono per controllare che il corpo fosse ben nascosto. Il 6 maggio 1996 il cadavere di Miyagi fu ritrovato, ma Hidaka era sicuro del fatto che la polizia non sarebbe risalita fino a lui, in quanto i due non avevano una relazione stretta.
Il 13 agosto 1996, poco dopo mezzanotte, Hidaka uccise una prostituta di 23 anni con lo stesso modus operandi. Il cadavere fu abbandonato in una scarpata.
Il 7 settembre 1996, poco prima di mezzanotte, Hidaka fece la sua terza vittima, una prostituta di 45 anni. Ancora una volta, l'uomo portò la donna in un posto isolato, e la strangolò utilizzando la sua cintura. Hidaka nascose il corpo in un cespuglio nei pressi di un fiume.
Il 14 settembre, un paio di ore dopo mezzanotte, Hidaka fece la sua quarta ed ultima vittima, una prostituta di 32 anni. Quando Hidaka la portò in un posto appartato e disse che il motore aveva smesso di funzionare, la donna si insospettì ed iniziò a fuggire. L'uomo capì che non poteva permetterle di scappare e di riferire l'accaduto a qualcuno, quindi iniziò ad inseguirla con il taxi. Una volta fermata, la minacciò con un coltello e la fece entrare nel veicolo. Hidaka prese a pugni la donna finché questa non perse i sensi, dopodiché la strangolò con una cravatta. Dopo aver preso i soldi della donna, lasciò il suo cadavere in un dirupo vicino all'autostrada. Alle 7 di mattina una donna di 75 anni trovò il cadavere della prostituta. Diversi passanti la videro la notte precedente all'interno del taxi, e la polizia riuscì in poco tempo a risalire a Hidaka.

## Arresto e processo
Il 18 settembre la polizia di Hiroshima concluse che l'assassino era Hiroaki Hidaka. Il 21 settembre venne arrestato nella città di Hōfu, dove fuggì. Il primo ottobre fu ritrovato il corpo della seconda vittima su confessione di Hidaka. Pochi giorni dopo, il 5 ottobre, venne rinvenuto anche il corpo della terza vittima, sempre su confessione. Il 9 febbraio 2000 Hiroaki Hidaka venne condannato a morte; non fece appello. Il 25 dicembre 2006 fu giustiziato tramite impiccagione all'età di 44 anni. Dopo la sua esecuzione, il suo avvocato, Shuichi Adachi, si lamentò affermando che le autorità carcerarie della prigione in cui si trovava Hidaka gli hanno impedito di incontrare il suo cliente.